# Finn und die Magie der Musik
Finn und die Magie der Musik ist ein mehrfach ausgezeichneter niederländisch-belgischer Kinder- und Jugendfilm von Frans Weisz aus dem Jahr 2013 mit Mels van der Hoeven in der Titelrolle sowie Daan Schuurmans und Jan Decleir.

## Handlung
Der Film spielt im Jahr 2012. Er beginnt mit dem Flug eines Raben über eine ländliche verschneite niederländische Landschaft, die langsam grünen Feldern weicht. Als er schließlich landet, zeigt die nächste Einstellung den neunjährigen Finn und seinen alleinerziehenden Vater in ihrem kleinen Haus im fiktiven Dorf Hosselen beim Mittagessen. Finn möchte nicht mehr zum Fußballtraining, aber sein Vater besteht darauf. Als er danach in seinem Zimmer versonnen das Foto seiner verstorbenen Mutter betrachtet, klopft der Rabe an sein Fenster. Erneut sieht Finn den Vogel beim Fußballtraining, und weil er in den Himmel starrt, statt zu spielen, wird er für die Niederlage seiner Mannschaft verantwortlich. Die anderen Jungen beschimpfen ihn, nur sein Freund Erik verteidigt ihn. Auf dem Heimweg sieht Finn den Raben landen und gleich darauf einen alten Mann mit weißen Haaren, einem schwarzen Trenchcoat und einem Geigenkasten, der das seit längerem leerstehende Bauernhaus am Dorfrand betritt. Später kehrt Finn, der darunter leidet, dass er seine verstorbene Mutter nie kennen gelernt hat, zu dem Haus zurück, wo er verzaubert vom Geigenspiel des alten Mannes im frühsommerlich blühenden Garten steht und kurz seine lächelnde Mutter auf dem plötzlich verschneiten Rasen stehen sieht. Abends versucht Finns Vater ihn über den Mann auszufragen, und Finn ahnt, dass er ihn kennt.
Erik, dem er am nächsten Tag in der Schule von dem „Zauberer“ berichtet, meint freundlich, Finn habe geträumt oder sei verrückt. Nachmittags sind sie bei Erik zuhause in einem schönen reetgedeckten Haus, bei seiner überfürsorglichen, liebevollen Mutter. Sie reiten zu zweit auf Eriks Pferd aus und Finn erzählt, dass seine Mutter an Heiligabend bei seiner Geburt gestorben sei. Er trifft erneut den alten Mann, der verneint, zaubern zu können, aber dem Jungen erklärt, die Musik könne Menschen verzaubern. Zuhause verkündet Finn seinem Vater, der in der eigenen kleinen Schreinerei auf seinem Hof arbeitet, er wolle statt Fußballtraining Geigenunterricht bei dem alten Mann namens Luuk nehmen. Die Nachbarin Frau Eising ist erstaunt, dass Luuk in Hosselen sei. Finn folgt seinem sichtlich aufgebrachten Vater zum Bauernhaus und sieht ihn mit Luuk sprechen. Sein Vater verbietet ihm, Luuk zu treffen, aber weigert sich, etwas zu erklären, wie er generell nur ungern über die Vergangenheit spricht. Danach holt er ihn sogar von der Schule ab, bietet an, mit ihm Fußball zu spielen und zum Training im Verein mitzukommen. Finn geht trotzdem zu Luuk statt zum Spiel und bekommt eine Geige geliehen, die er in seinem Schrank einschließt. Seinem Fußballtrainer und auch Erik gegenüber behauptet er, sich am Knöchel verletzt zu haben. In den folgenden Wochen übt er regelmäßig bei Luuk Geige zu spielen und mit seinem Vater Fußball. Frau Eisele, die mehr weiß, als sie zugibt, rät ihm, sich die Musik von niemandem verbieten zu lassen. Finn hat immer weniger Zeit für Erik, auch seine Schulnoten werden immer schlechter.
Auf dem Heimweg von der Schule versteckt Finn sich auf der Flucht vor drei Jungen aus der Schule, die ihn öfters mobben, im Anbau des Bauernhauses. Er entdeckt an den Wänden alte Familienfotos seiner Eltern zusammen mit Luuk und im Schrank die Schneekugelsammlung seiner Mutter. Beim Erkunden der restlichen Räume stößt er auf das alte Schlafzimmer seiner Eltern mit einer Babywiege, in deren Holz sein Name eingraviert ist. Er erkennt, dass Luuk sein Großvater ist. Im Versuch, die Geheimnisse zu lüften, öffnet er heimlich den abgeschlossenen Schrank seines Vaters, in dem eine alte Geige liegt. In seine Verwirrung platzt noch Erik, dessen nach dem Tod von Eriks kleinem Bruder labile Mutter eine psychiatrische Klinik aufgesucht hat, während sein Vater eine Affäre hat. Erik verlangt von Finn, mit dem Geigenspiel aufzuhören und sich wieder Zeit für ihre Freundschaft zu nehmen. Finn verspricht es, nimmt aber weiter Unterricht. Beim heimlichen Geigenspiel im Garten wird er unbemerkt von seiner Lehrerin belauscht, die von seinem Spiel bezaubert scheint. Im Winter entdeckt Finns verbitterter Vater sein Geheimnis und zerrt ihn aus dem Bauernhaus. Ein paar Tage später zerschlägt er im Streit Finns Geige, und Finn flüchtet zu Luuk, der ihn tröstet, und verschließt die Eingangstür. Finns Vater holt seinen alten Haustürschlüssel und verschafft sich so Zutritt zum Haus. Im Wohnzimmer des alten Bauernhofs erzählt Finns Vater Frank endlich, was passiert ist. Damals hatte sich Frank, der ein aufstrebender Konzertgeiger war, von seinem Vater Luuk überreden lassen, an Heiligabend zu einem Konzert zu reisen und seine hochschwangere Frau allein zu lassen. Als bei seiner Frau die Wehen einsetzten, kümmerte die Nachbarin Frau Eising sich um sie. Frank machte sich Vorwürfe, weil er seine Frau mit dem eigenen Auto vielleicht noch rechtzeitig zur Klinik hätte bringen können, wenn er dageblieben wäre. Er gab seinem Vater, der ihn zur Fahrt überredet hatte, die Schuld an ihrem Tod und brach den Kontakt zu ihm ab.
Finn möchte, dass sein Vater, der glaubt, dass Finn sich alles eingebildet hat, sich mit Luuk verträgt, was sein Vater ablehnen muss, da Luuk bereits im Frühjahr gestorben sei. Als Finn durch das Haus läuft, sieht er, dass nichts auf Luuks Anwesenheit hindeutet – alles ist unbewohnt, verstaubt und voller Spinnweben. Im Schlafzimmer findet Frank seine alte Geige und gibt sie Finn. Zurück in ihrem kleinen Haus bittet Frank seinen Sohn zu spielen. Als nur ein unmelodisches Quietschen ertönt, nimmt er seinen Sohn in die Arme. In der Schule versucht Finn seiner Lehrerin klarzumachen, dass er bei der Weihnachtsfeier in der Kirche nicht auftreten könne. Sie glaubt aber nicht, dass er tatsächlich nicht Geige spielen könne, da sie ihn im Herbst im Garten von Luuk gut spielen gehört hatte. Am Weihnachtsmorgen, Finns zehntem Geburtstag, eröffnet ihm Erik, dass er mit seinem Vater nach Amsterdam umzieht. Finn entschließt sich, doch an der Weihnachtsaufführung teilzunehmen, obwohl er selbst nicht mehr genau einordnen kann, was Realität oder Traum war. Als Finns erste teils schräge Töne erklingen, mischt sich eine zweite Geige in die Melodie. Finns Vater, der seinem Sohn nachgegangen ist, spielt das Stück gemeinsam mit ihm. Finn sieht Luuk in seinem schwarzen Mantel die Kirche verlassen. Draußen vor der Kirche erhebt sich der Rabe in die Luft und fliegt in Richtung des leuchtenden Vollmondes.

## Symbolik
Symbolcharakter innerhalb der Handlung kommen dem Raben zu und den Schneekugeln als Finns Verbindung zu seiner Mutter, die Schneekugeln gesammelt hat. Die Handlung ist eingerahmt durch die Ankunft und den Wegflug des Raben. Finn lässt sich „von einem Raben führen, dem in Volksmärchen ja attestiert wird, er könne verirrten Wandersleuten den Weg weisen.“ So entdeckt Finn das Bauernhaus und seinen Großvater. Die Verwandlung von Luuk zum Raben wird durch eine geschickte Kameraführung nur angedeutet. Die Eingangsszene des Films beginnt mit einer Nahaufnahme einer Schneekugel, in deren Innerem sich ein tanzendes Paar befindet – Symbol für die von Finn vermissten glücklichen Eltern. Die Kugel mit dem künstlichen Schneegestöber steht in Finns Zimmer am Fenster und korrespondiert mit dem Foto von Finns Mutter im Zimmer seines Vaters und Finns Imagination seiner Mutter im Schneefall in Luuks Garten. Im verlassenen Bauernhaus stößt Finn auf die Schneekugelsammlung seiner Mutter, und auch dort steht im Fenster eine Schneekugel mit einer Dorfszene und einem am Himmel vorbeifahrenden Schlitten des Weihnachtsmannes, vor der Finn Geige spielen übt. Als sein Vater dort auftaucht, lässt Finn die Kugel vor Schreck fallen, die auf dem Boden zerschellt. An seinem zehnten Geburtstag legt er in seine Schneekugel neue Batterien ein. Obwohl sein Vater vorher behauptet hatte, die Kugel sei kaputt, spielt sie Musik ab, zu der die Figuren sich zu drehen beginnen.

## Produktion

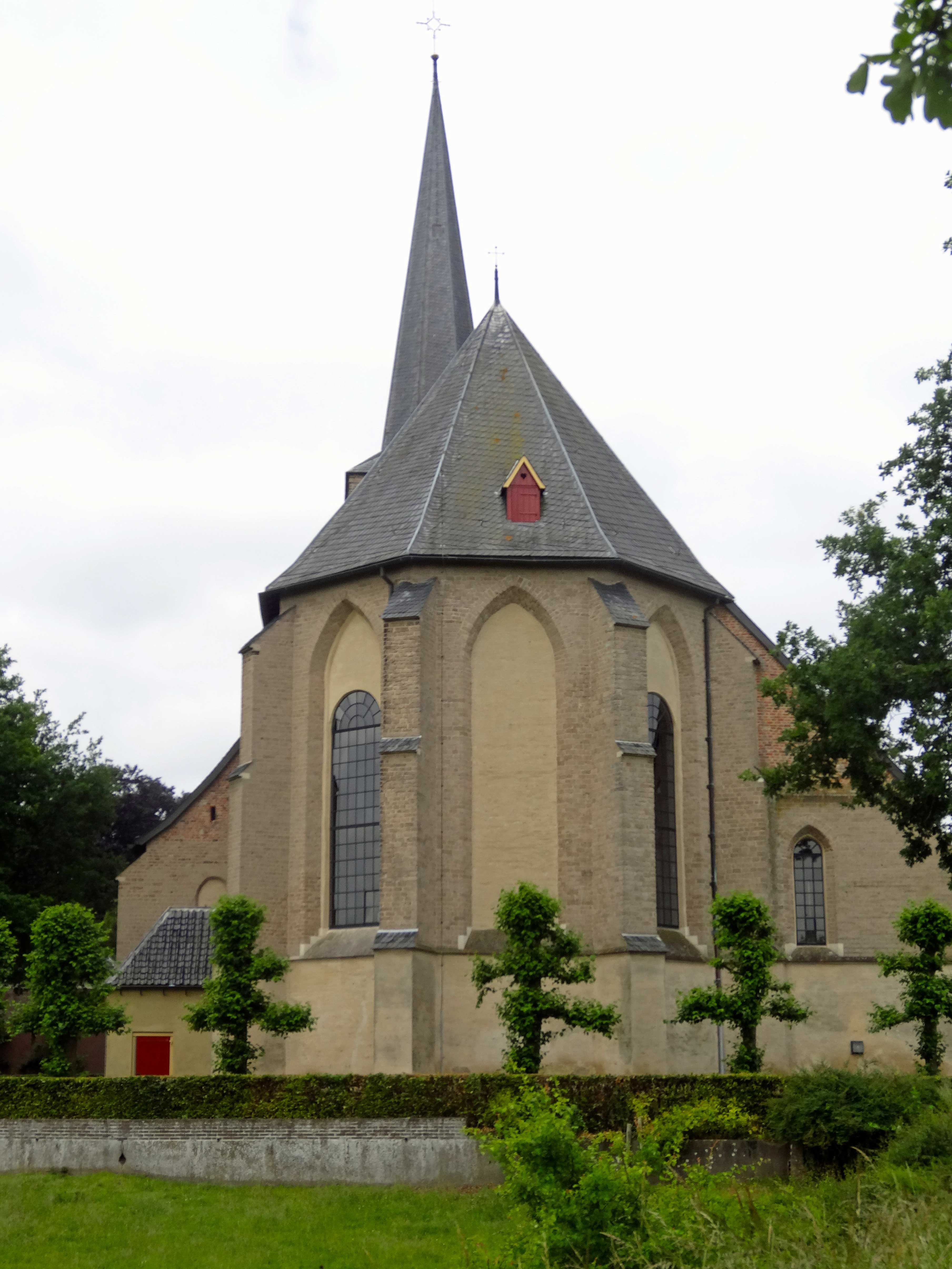
Dorfkirche, Voorst
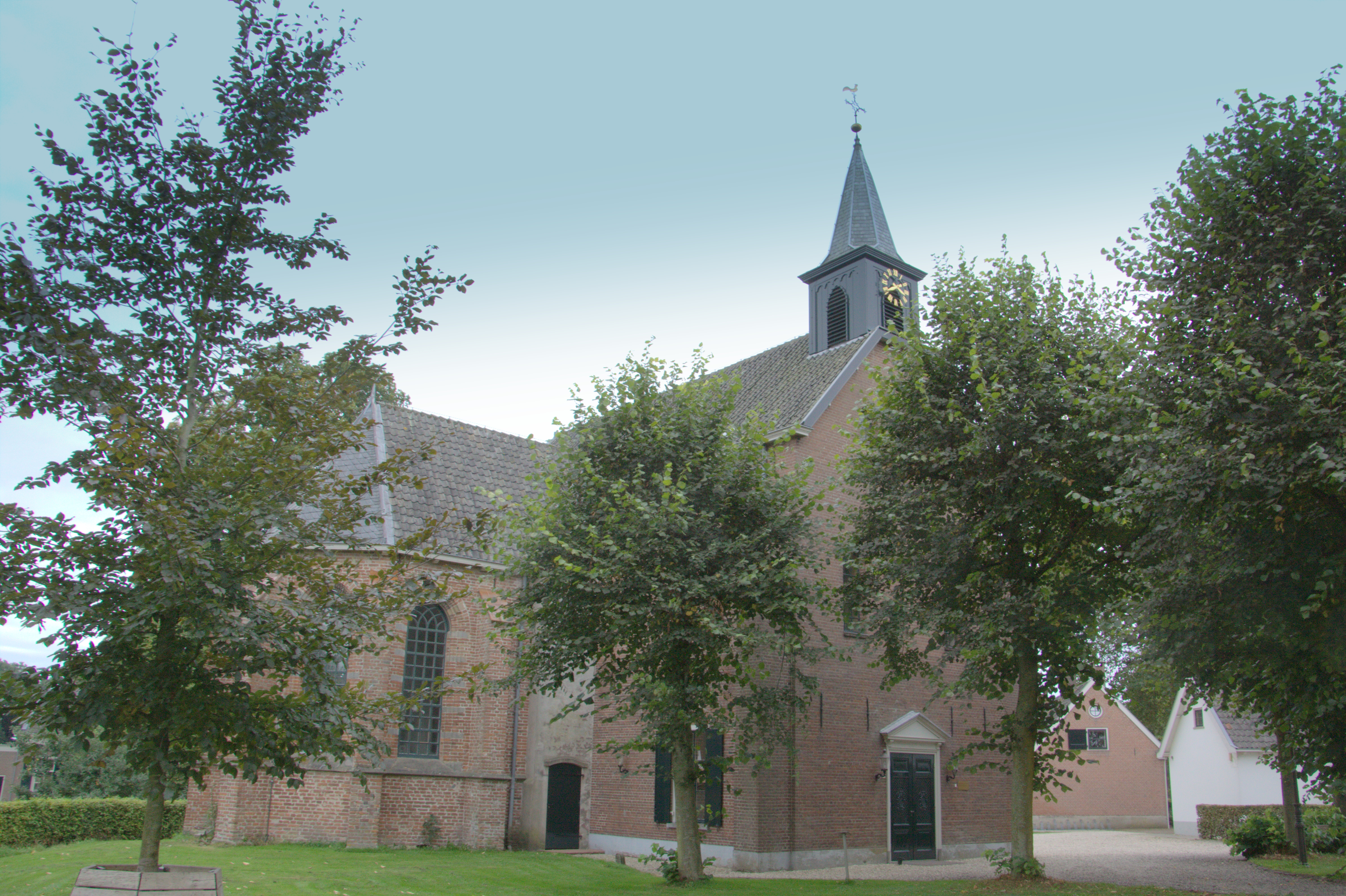
Agneskerk, Cothen
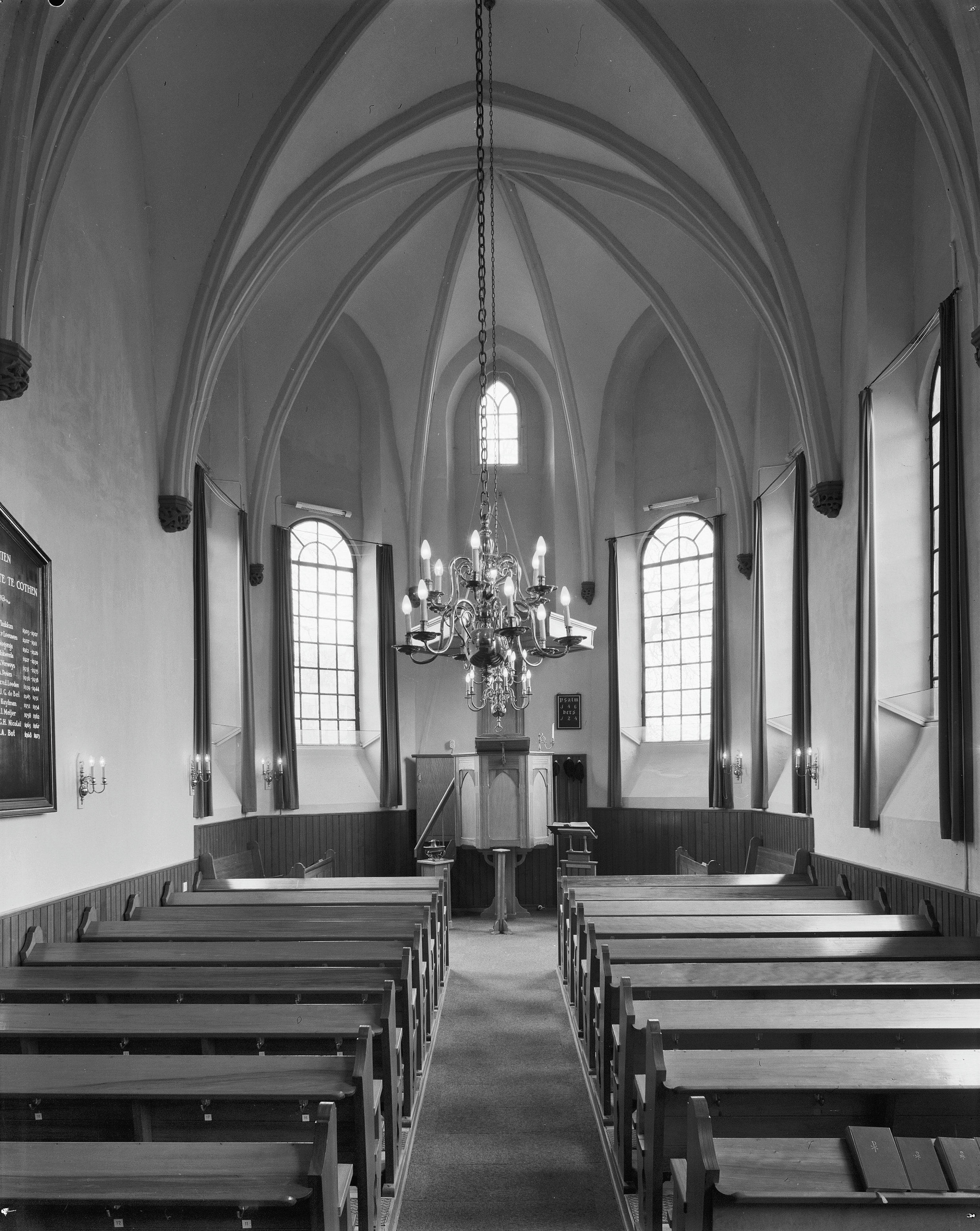
Innenraum Agneskerk

Der Film wurde von Flinck Film und TeamWerk in Koproduktion mit Omroep MAX und Eyeworks produziert. Gefördert wurde er durch die Nederlands Filmfonds, CoBO, Vlaams Audiosusueel Fonds, Belgische Tax Shelter voor Filmfinanciering und den Südwestrundfunk.
Der Kinostart des Fantasy-Dramas in Deutschland durch den Arsenal Filmverleih war am 3. Dezember 2014. Auf DVD und Blu-ray war er ab 7. Mai 2015 erhältlich.
Drehorte waren unter anderem die niederländischen Gemeinden Abcoude, De Ronde Venen, Hardenberg und Soest. Die Eingangsszene mit dem auf dem Ortsschild landenden Raben mit der protestantischen Dorfkirche im Hintergrund wurde in Voorst gedreht, ebenso die Fahrradfahrt von Finns Vater zum alten Bauernhof auf der zur Kirche führenden Straße. Die Weihnachtsaufführung und die Schlussszene wurden in und an der evangelischen Agneskerk, die im zur Gemeinde Wijk bij Duurstede gehörenden Dorf Cothen steht, aufgenommen.

## Synchronisation

Schauspieler
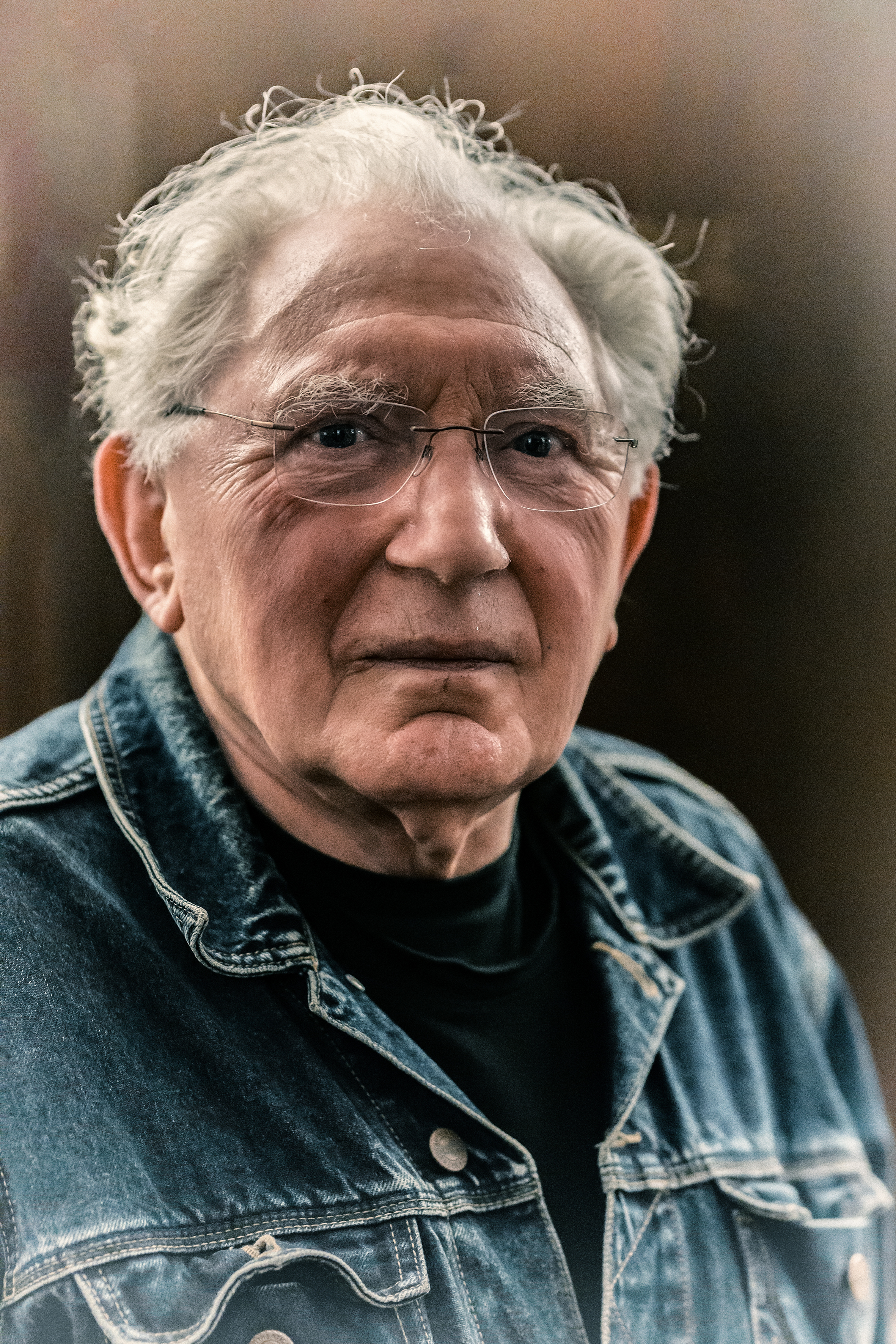
Jan Decleir
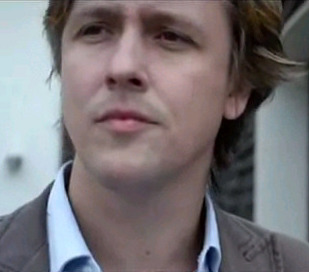
Daan Schuurmans
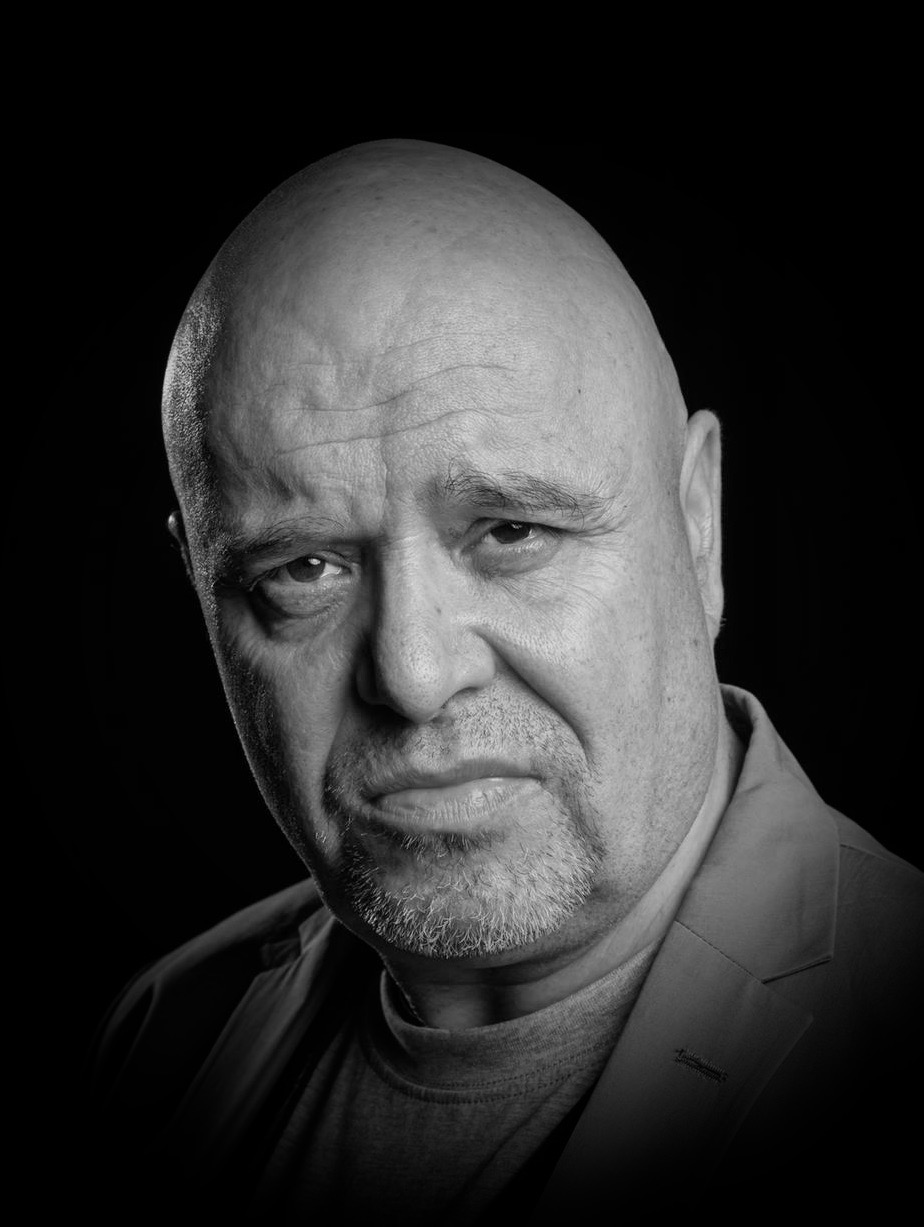
Manou Kersting

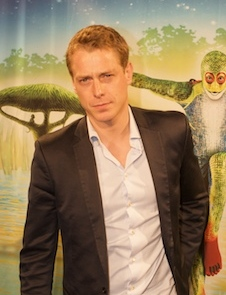
Mark van Eeuwen
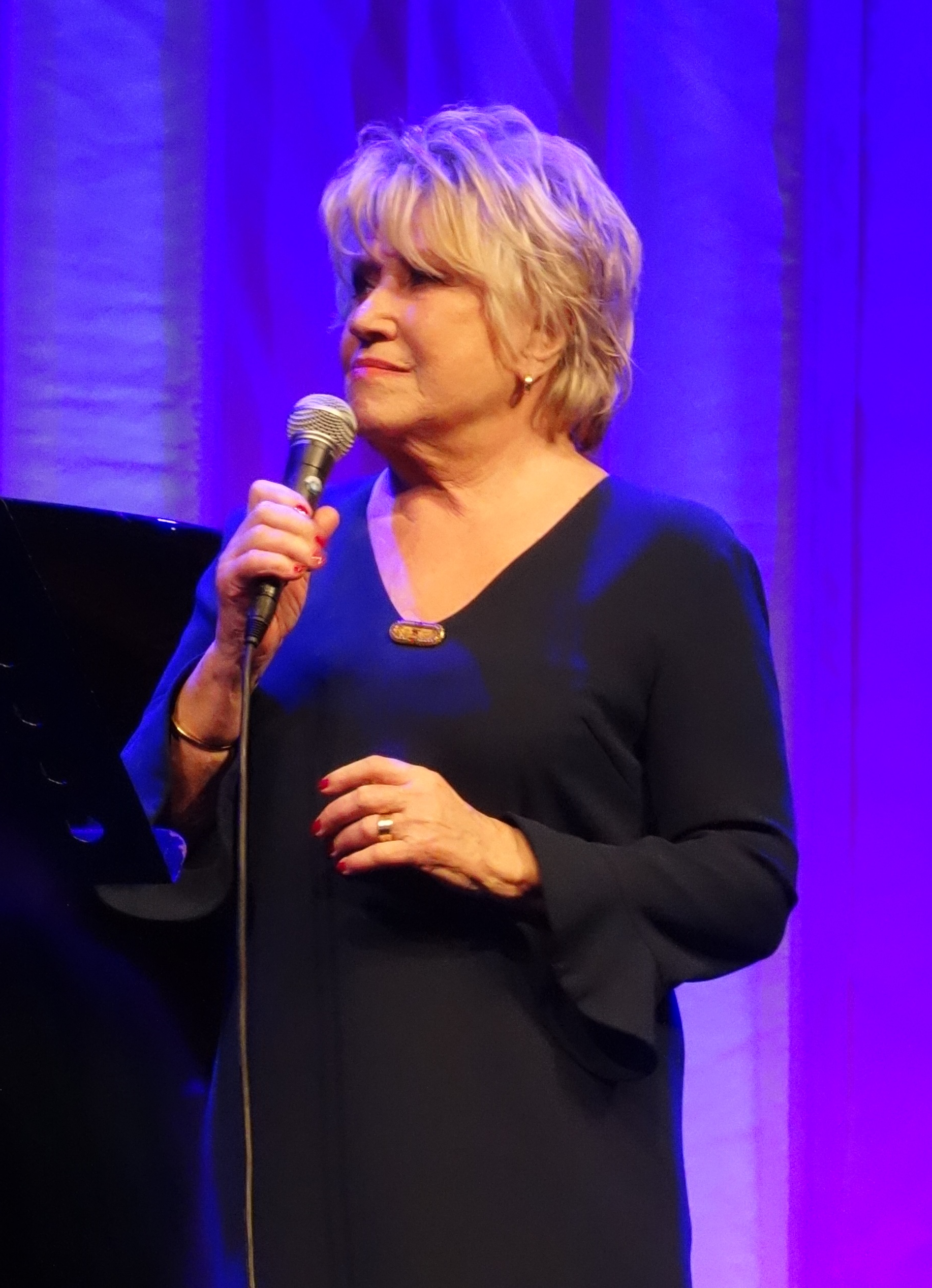
Jenny Arean

| Rolle                        | Schauspieler        | Deutscher Synchronsprecher |
| ---------------------------- | ------------------- | -------------------------- |
| Finn                         | Mels van der Hoeven | Florian Marissal           |
| Finns Vater Frank            | Daan Schuurmans     | Sascha Rotermund           |
| Luuk                         | Jan Decleir         | Michael Mendl              |
| Erik                         | Justin Emanuels     | Miro Ugur                  |
| Eriks Mutter                 | Esther Scheldwacht  | Traudel Sperber            |
| Eriks Vater                  | Mark van Eeuwen     | Oliver Böttcher            |
| Finns Mutter                 | Annelies Appelhof   | Anne Moll                  |
| Nachbarin Frau Eising        | Jenny Arean         | Katja Brügger              |
| Lehrerin Fräulein Leonore    | Hanna Verboom       | Céline Fontanges           |
| Fred                         | Erik Tuynman        | Moritz Brand               |
| Fußballtrainer Rinus Dozeman | Manou Kersting      | Marek Erhardt              |

## Rezeption
Dietmar Kanthak vom Evangelischen Pressedienst sieht die Rolle des Einzelgängers Finn von Mels van der Hoeven in der Titelrolle „mit großer Intensität verkörpert“, der dem Film „seine Spannung und Tiefe“ verleiht. „Sein Finn ist ein Entdecker aus Leidenschaft, mehr noch: aus Leid“. Auch die Kinderfilmseite Kinderfilmwelt urteilt, „Finn ist eine tolle Figur, denn er wirkt einerseits schwach, wehrlos und ein bisschen traurig, andererseits entwickelt er eine unbeugsame Standfestigkeit, als es darum geht, das Geheimnis seiner Familie aufzudecken und Geige spielen zu dürfen“. Die Deutsche Film- und Medienbewertung (FBW) lobt neben Mels van der Hoeven „in seinem ganz natürlichen Spiel als Finn“ die Arbeit aller Darsteller: „Auch der Rest des Ensembles überzeugt, ob Daan Schuurmans als alleinerziehender Vater oder der großartige Jan Decleir als geheimnisvoller Geigenlehrer. Zugleich werden die Kinder und ihre Probleme immer ernst genommen. Dies liegt nicht zuletzt am sehr präzisen, reifen und ausdrucksstarken Spiel der Darsteller.“ Hilde Ottschofski beurteilt im Online-Magazin für Filmkritik filmrezension.de Mels van der Hoevens Spiel als „durchgehend glaubhaft und in der Rolle“, findet die Darstellung des Vaters „dagegen gar nicht überzeugend. Nicht nur ist sein nachgeahmtes Geigenspiel eine Farce, sondern auch sein unbewegliches Gesicht, das den Zuschauer nicht mitnimmt in den vermuteten Schmerz. Die Nebencharaktere sind weder glaubhaft noch gut gespielt.“
Dietmar Kanthak findet, das Übernatürliche spiele in diesem Film eine Hauptrolle und die Elemente des Films, „der sich aus der Wirklichkeit und dem Reservoir des Fantastischen speist, in perfekter Balance“ gehalten. Ähnlich äußert sich Stefan Stiletto von filmdienst.de, der der heilenden „Kraft der Fantasie eine wichtige Rolle“ im Film zuspricht. Der Film beziehe seine große Stärke daraus, „sich ganz auf die Gefühlswelt von Finn einzulassen“ und „durch die konsequente Konzentration auf Finns Sichtweise“ die Grenzen zwischen Realität und Fantasie verschwinden zu lassen. Dass „Traumwelt und Wirklichkeit fließend ineinander übergehen, ist dabei zunächst gar nicht so offensichtlich“. Das Portal für Kino und Filmkultur Filmdienst teilt diese Einschätzung: „Der einfühlsame, sympathisch lebensbejahende Kinderfilm erzählt konsequent aus der Sicht des Jungen über Verlust und Trauer, wobei sich spielerisch die Grenzen zwischen Realität und Traum auflösen.“ Die Deutsche Film- und Medienbewertung (FBW) sieht reale und märchenhafte Elemente gekonnt vermischt. „Die Momente, in denen Finn den Zauber des Geigespielens kennenlernt, wirken fast traumhaft und berühren durch das wundervolle Zusammenspiel der Bilder mit der Musik.“ Die Seite Kinderfilmwelt meint, das Verschwimmen der Grenzen zwischen Fantasie und Realität sei zu Beginn des Filmes „toll, der Zuschauer erlebt mit Finn etwas Märchenhaftes. Am Ende allerdings wirkt das Ganze etwas verworren und auch ein bisschen kitschig.“ Dennoch lohne das Anschauen. Demgegenüber urteilt Hilde Ottschofski von filmrezension.de, der Film greife zu wenig „zu visuellen Trick-Effekten, die gerade bei diesem Thema erforderlich wären. Die verträumte Musik kann da auch nicht weiterhelfen.“ Andere Rezensenten finden die Musik gut umgesetzt. Dietmar Kanthak meint, die Musik diene Finn als Zugang zu seiner Mutter als auch zum Erkennen seiner eigenen Wünsche: „Die Musik trifft den Jungen mitten ins Herz: eine Epiphanie mit Folgen.“ Der Film „kontrastiert den Zauber der Musik mit den Widrigkeiten des Alltags“ und nimmt den Konflikt auch akustisch auf: „Geigentöne hier, die kreischende Elektrosäge des Zimmermanns dort.“ Auch die Deutsche Film- und Medienbewertung (FBW) sieht die Musik als „eine Art magische Verbindung zur Mutter“, die „auf spannende und fantasievolle Weise die Kraft der Musik seh- und spürbar“ macht.
Die Deutsche Film- und Medienbewertung ordnet den Film als „Wunderschönes Familienkino – nicht nur zur Weihnachtszeit“ ein, der Klischees oder Stereotypen vermeidet und „sowohl für Kinder als auch Erwachsene geeignet“ ist. „Durch die aufwändige Erzählweise, nicht zuletzt die Verwendung einer Form des unzuverlässigen Erzählens, weist er eine an The Sixth Sense erinnernde Struktur auf. Auch die Kamera erfüllt die höchsten ästhetischen Ansprüche.“ Dietmar Kanthak findet, das Finale kläre „den Jungen und das Kinopublikum über alle Rätsel und Geheimnisse auf und fügt alle Teile des Puzzles – an Heiligabend – zu einem harmonischen Gesamtbild zusammen. Das mag konventionell erscheinen, doch manchmal muss ein Happy End einfach sein.“ Stefan Stiletto von filmdienst.de urteilt, der Film sei „solide, aber auch ohne Finesse inszeniert.“ Die Handlung sei teilweise „überkonstruiert und holprig und muss schließlich sogar auf eine längere, recht plumpe Erklärszene zurückgreifen“. Der fehlende Raum für Mehrdeutigkeiten nehme „dem Film etwas von seiner Kraft, auch wenn der Protagonist für ein junges Publikum zweifellos eine gute und sympathische Identifikationsfigur ist“. Auch Katharina Granzin übt auf filmstarts.de Kritik. Ihrer Meinung nach liegt über „dem visuell recht angenehm gestalteten Familiendrama (…) so offensichtlich der Mantel des gut Gemeinten, dass alles, was an diesem Film gut gemacht ist, nur noch bestenfalls als hübscher Kitsch durchgeht“. Die konstruierte Story sei „dem wirklichen Leben gerade so weit enthoben (…), dass man die Erzählweise als ‚magischen Realismus‘ definieren und das Werk damit dem Vorwurf der Unglaubwürdigkeit entziehen kann“. Und Hilde Ottschofski von filmrezension.de ist der Ansicht, der Film weise „doch leider zu viele Schwächen auf, um den Zuschauer zu verzaubern“, auch wenn „Idee und Handlung dieses sich in einem kleinen holländischen Dorf abspielenden Films vielversprechend sind.“ Die Einstellungen erzeugten durch ihre überflüssige Länge „einfach Langeweile, die die Spannung erstickt. Eine Nebenhandlung – der familiäre Hintergrund des besten Freundes von Finn – ist weder nachvollziehbar, noch hat sie etwas mit der Haupthandlung zu tun.“

## Festivals und Auszeichnungen
Der Film wurde von der Deutschen Film- und Medienbewertung (FBW) mit dem Prädikat „besonders wertvoll“ ausgezeichnet und wird auch von der Jugend Filmjury empfohlen.
Der Film wurde auf mehreren internationalen Filmfestivals gezeigt und ausgezeichnet:
- 2014: Giffoni Film Festival – Auszeichnung in der Kategorie „Gryphon Award for Elements +10“ als bester Film
- 2014: Tel Aviv International Children’s Film Festival – Jury Award als bester Film
- 2014: Tokyo Children’s Film Festival – Special Jury’s Feature Film Award
- 2014: Final Cut. Marburger Kinder- und Jugendfilmfestival – Best Film
- 2014: Kinderfilmfest Bielefeld – Bester Jugendfilm
- 2014: Vilnius International Children and Youth Film Festival – Best Film (7+)
- 2014: Stuttgarter Kinderfilmtage – Charly[3]
- 2014: Internationale Filmfestspiele Berlin – Nominiert in der Kategorie „Generation Kplus – Best Film“
- 2014: Rembrandt Award – Nominiert in der Kategorie „Beste Nederlandse Jeugd Film“
- 2014: Tallinn Black Nights Film Festival – Nominiert in der Kategorie „Just Film Award“[14][15]